# Поцуоли
Поцуо̀ли (на италиански: Pozzuoli, на латински: Puteoli) е пристанищен град и община в Южна Италия, близо до Неапол.

## География
Поцуоли е в провинция Неапол на област (регион) Кампания. Градът е разположен на нос в залива Поцуоли – част от Неаполитанския залив. Морски курорт. Население 83 448 жители към 1 септември 2009 г.

## История
Основан е около 529 г. пр.н.е. от гръцки емигранти, които го нарекли Dicaearchia (Град на справедливостта). Завладян от Рим в Самнитските войни. През 214 г. пр.н.е. устоява на обсада от картагенския пълководец Ханибал. Римска колония от 194 г. пр.н.е., наричан Путеоли. Пристанището му го превръща във водещ търговски център и космополитен град, но западането на Римската империя, както и местната вулканична и сеизмична дейност, водят и до неговото западане.
Оцелели са много старини от римската епоха, включително добре запазен амфитеатър (I век пр.н.е.), бани, некропол с изрисувани подземни камери. Интензивната вулканична дейност е предизвикала промени в нивото на сушата, които са довели до потъване на крайбрежните храмови портици под морето. Старият римски пазар (погрешно наричан Храм на Серапис) от I век също е частично потопен. Катедралата „Сан Проколо“ включва няколко колони от древния храм на Август.
Районът е богат на термални извори. Съвсем наблизо е Солфатара, полуактивен вулкан. Покрай брега е Монте Нуово – вулканичен конус, възникнал след изригвания през 1538 г.

## Родени в Поцуоли
- Гулиелмо Джанини (1891 – 1960) – комедиограф, режисьор, журналист и политик

## Починали в Поцуоли
- Джовани Батиста Перголези (1710 – 1736) – италиански композитор, цигулар и органист